# HMS Eagle (1918)
Pour les autres navires du même nom, voir HMS Eagle.
Le HMS Eagle est un porte-avions de la Royal Navy, entré en service 1924. Le 11 août 1942, torpillé par un U-Boot au large de Malte, il coule en huit minutes.

## Histoire

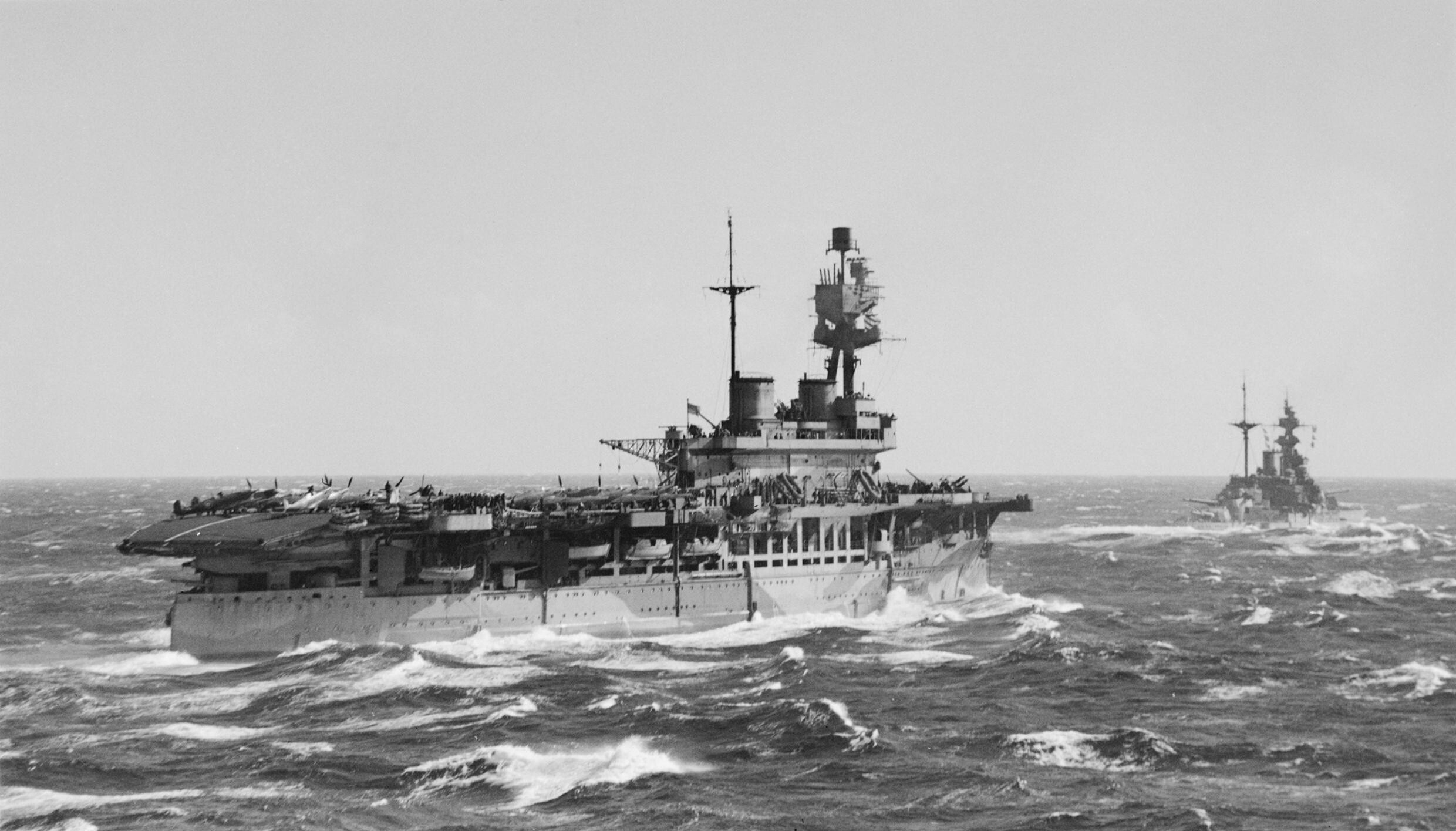
Les HMS Eagle et, vus depuis le avec la Force H en Méditerranée, le 7 mars 1942.

Commandé par le Chili en tant que Almirante Cochrane, un cuirassé de classe Almirante Latorre, sa construction commence avant la Première Guerre mondiale avant d'être interrompu par celle-ci. Au début de l'année 1918, il est racheté par le Royaume-Uni puis converti en porte-avions sous le nom de HMS Eagle. Les essais commencent en avril 1920, mais il dureront jusqu'en février 1924. Il part alors pour la mer Méditerranée, avant de rejoindre l'océan Indien en 1933.
Lorsque la Seconde Guerre mondiale éclate, l’Eagle chasse les navires corsaires allemands, avant d'être transféré en mer Méditerranée en mai 1940. Il sert alors d'escorte aux convois à Malte et en Grèce,  avant de participer à la bataille de Calabre (ou bataille de Punta Stilo). Ses avions participent à de nombreux raids en Méditerranée, voire jusqu'en mer Rouge. En septembre 1940 une bombe l'avarie sérieusement, l'empêchant de participer à l'attaque de Tarente avec l'Illustrious. Remplacé par un porte-avions plus moderne en avril 1941, il retourne chasser les navires de l'Axe dans l'océan Indien et l'Atlantique Sud.

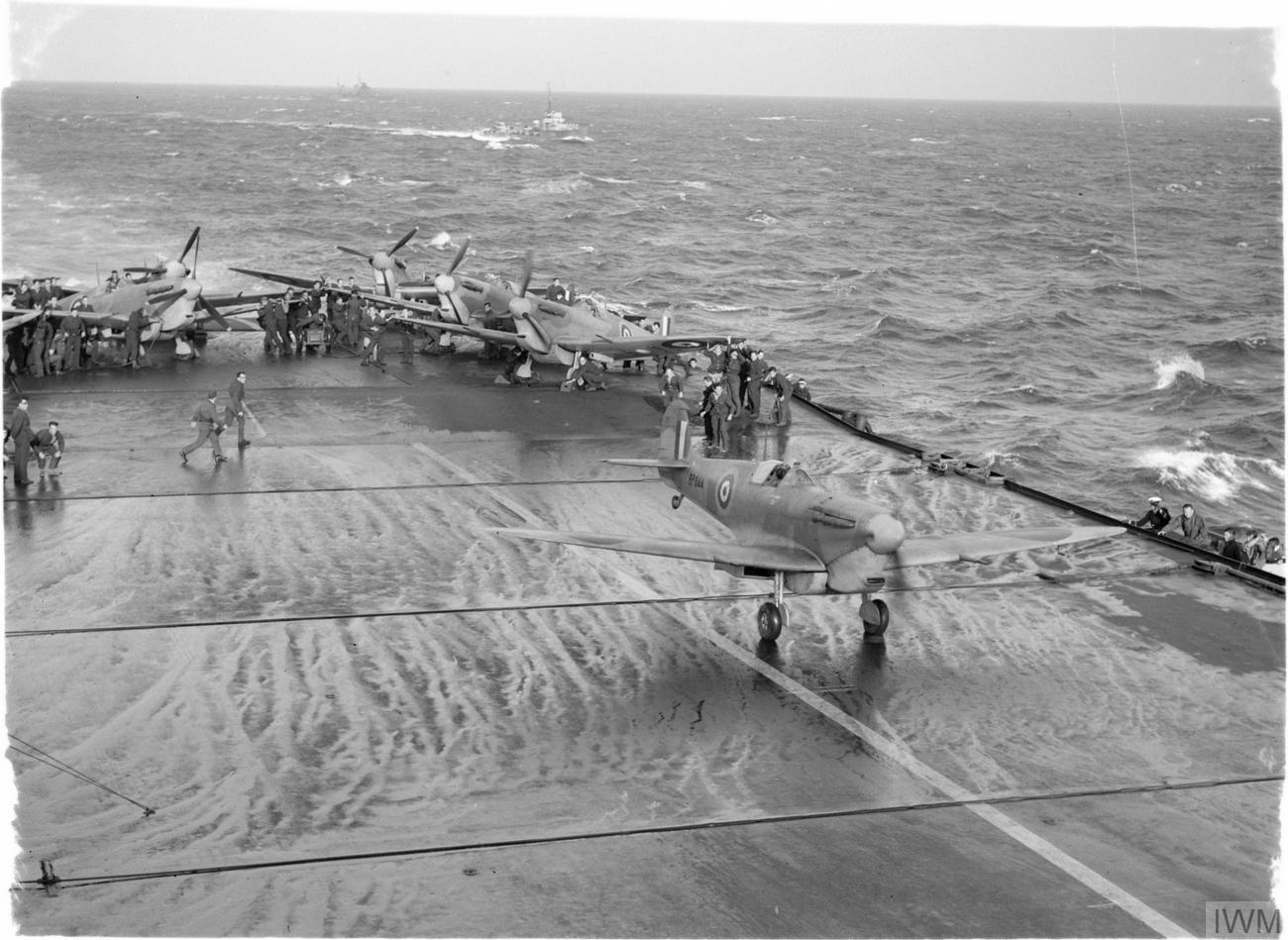
Février 42 des Spitfire V décollant du HMS Eagle pour Malte avec un réservoir de 90 Gal.

De novembre 1941 à janvier 1942, l’Eagle retourne en chantier à Birkenhead, avant de rejoindre la Force H à Gibraltar le 23 février 1942. Ainsi, ce sont 125 Spitfire qui rejoindront Malte depuis le porte-avions, de juin à juillet. Début août, l’Eagle participe à l'opération Pedestal avec les porte-avions HMS Indomitable et HMS Victorious. Le 11 août, il est coulé dans la Méditerranée, atteint par quatre torpilles du sous-marin allemand U-73. Le naufrage dure huit minutes, causant la mort de 160 hommes.